# Злетарі (Бакеу)
Злетарі (рум. Zlătari) — село у повіті Бакеу в Румунії. Входить до складу комуни Унгурень.
Село розташоване на відстані 242 км на північ від Бухареста, 16 км на південний схід від Бакеу, 81 км на південний захід від Ясс, 139 км на північний захід від Галаца, 149 км на північний схід від Брашова.

## Населення
За даними перепису населення 2002 року у селі проживали 205 осіб, усі — румуни. Усі жителі села рідною мовою назвали румунську.